# Manoir de Garaison
 (avril 2017).
Si vous disposez d'ouvrages ou d'articles de référence ou si vous connaissez des sites web de qualité traitant du thème abordé ici, merci de compléter l'article en donnant les références utiles à sa vérifiabilité et en les liant à la section « Notes et références ».
Le Manoir de Garaison orienté plein sud est un ensemble de bâtiments clos de murs, à Monléon-Magnoac dans les Hautes-Pyrénées, en France. C'est un ancien abri de pèlerins, inscrit aux monuments historiques le 12 juillet 1973.

## Description
Le manoir est constitué d'un ensemble de bâtiments clos de murs. La présence d'une ancienne fenêtre à meneaux permettrait de dater l'ensemble des XIVe et XVe siècles. En outre les pierres de fortification médiévales ont été retrouvées lors des travaux d'assainissement. Ces bâtiments d'une architecture typique du Magnoac sont réalisés dans des matériaux naturels : galets disposés en épis, bois, terre cuite, torchis ou pisé selon des savoir-faire ancestraux. Une maison principale à colombages orientée nord/sud couverte d'une toiture en tuiles canal est bordée à l'ouest par une étable remarquable par ses dimensions et sa charpente. Autrefois un bâtiment de même modèle lui faisait face. Dans le prolongement, une métairie fut hostellerie au XIXème siècle. On peut admirer le porche monumental, la bergerie et deux granges en enfilade. Un ancien four à pain clôt l'ensemble. La cour était autrefois pavée d'une calade. On y remarque le puits qui a fait l'objet d'une restauration. Au début du XIXème siècle le Manoir de Garaison est acheté par la famille Boué. Cette demeure appartient encore à ses descendants.

## Historique
Le hameau de Garaison sis sur la commune de Monléon-Magnoac (Hautes-Pyrénées) est un lieu d'habitation très ancien probablement dès la Préhistoire puisque des traces de tumulus ont été retrouvées notamment sur le champ nommé "Bedat Cla". Le nom du petit cours d'eau l'Alia évoque une présence gallo-romaine. Plus tard, la baronnie de Barthère et Garaison appartient à la famille d'Antin. En 1515 une jeune bergère Anglèze de Sagazan aurait des apparitions de la Sainte Vierge, une source miraculeuse apparaît et une chapelle est construite en 1540 aujourd'hui classée monument historique. Cette jeune fille habitait "à une portée d'arbalète", peut-être une habitation antérieure au lieu-dit "Manoir de Garaison" bâtie sur le même terrain. Très tôt Garaison devint un lieu de pèlerinage sur le chemin de Compostelle. Au manoir de Garaison se tiennent les états des quatre vallées : les vallées d'Aure de la Basse-Neste, de Barousse et de Magnoac.
En 1590 Henri de Navarre, protestant et cousin du roi Henri III qui vient d'être assassiné, accède au trône. La France est en guerre de religion. La statue de Notre-Dame des Sept Douleurs, une vierge polychrome est jetée au feu mais elle résiste aux flammes. Dès lors la piéta est placée dans le chœur de la chapelle de Garaison où elle est encore aujourd'hui admirée. 
Au XVIIe siècle des chapelains s'installent à Garaison, évincent la famille d'Antin de ses terres de Garaison et de la commanderie de Boudrac et c'est probablement à cette époque que le manoir de Garaison devient maison des pèlerins. Durant la révolution, les religieux sont chassés et la chapelle est fermée. En 1841 un collège ouvre ses portes mais celui-ci est fermé en 1903. Durant la Première Guerre mondiale les bâtiments servent à abriter 1 700 prisonniers. Parmi eux se trouve le célèbre docteur Albert Schweitzer, médecin et pasteur protestant. 
En 1923 grâce à d'anciens élèves qui le rachètent, le Collège reprend vie. Depuis lors l'établissement catholique sous contrat continue d'accueillir de nombreux enfants du primaire au lycée. Ils sont accompagnés par des religieux en lien avec le sanctuaire de Lourdes.